# Biuro Wystaw Artystycznych w Radomiu
Biuro Wystaw Artystycznych w Radomiu (BWA Radom) – instytucja kultury i galeria sztuki działająca w Radomiu w latach 1974–1990.

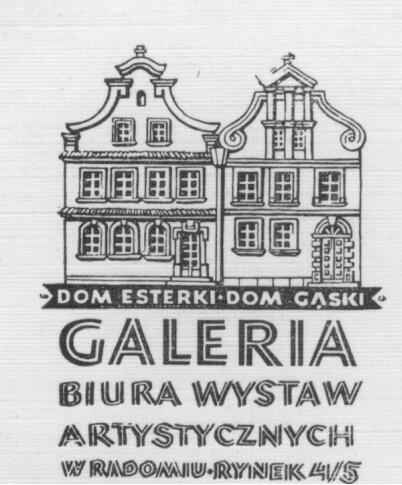

## Początki
Idea utworzenia centralnej instytucji wystawienniczej z podlegającymi jej oddziałami zrodziła się w Krakowie w 1947r. na zjeździe delegatów Związku Polskich Artystów Plastyków. W 1949 r. Ministerstwo Kultury i Sztuki powołało Centralne Biuro Wystaw Artystycznych (CBWA) w Warszawie (obecnie Narodowa Galeria Sztuki – Zachęta), jako państwową galerię sztuki, mającej za zadanie upowszechnianie współczesnej, profesjonalnej plastyki. „Kolejne lata wiązały się z sukcesywnym powstawaniem jego oddziałów w miastach wojewódzkich. (…) Model pracy terenowych oddziałów odpowiadał w odpowiedniej proporcji działalności CBWA”.
W 1962 r. oddziały CBWA przekształcono w Biura Wystaw Artystycznych (BWA), jako samodzielne jednostki budżetowe, podległe Wydziałom Kultury i Sztuki Wojewódzkich Rad Narodowych. Podział administracyjny w 1975 r. przyczynił się do usamodzielnienia licznych delegatur oraz powołania nowych placówek.
Biuro Wystaw Artystycznych w Radomiu zostało utworzone 1 stycznia 1974 r. jako oddział BWA w Kielcach, usamodzielniło się natomiast 1 października 1975 r., gdy Radom stał się miastem wojewódzkim.                                                                                                                                Kierownikiem, a później  dyrektorem radomskiego BWA, do końca istnienia (1990 r.) wymienionej instytucji, była dr Ewelina L. Pierzyńska–Jelska, historyk sztuki i muzeolog.
Siedzibę Biura Wystaw Artystycznych w Radomiu stanowiły dwie najstarsze, mieszczańskie kamieniczki w tym mieście. Początkowo, od 1975 r., był to wzniesiony w XVI w. Dom Esterki. a później również wybudowany na początku XVII w. w stylu wczesnobarokowym Dom Gąski. Oba budynki są usytuowane w północnej pierzei rynku Miasta Kazimierzowskiego w Radomiu i stanowią ulubiony motyw dla artystów plastyków, którzy zabytkowe budynki utrwalają różnymi technikami artystycznymi.
Celem i podstawowymi zadaniami stawianym przed wspomnianą galerią sztuki współczesnej były 1. Edukacja kulturalna i wychowanie aktywnego odbiorcy sztuki współczesnej. 2. Promocja i upowszechnianie współczesnej profesjonalnej twórczości plastycznej i fotograficznej w kraju i za granicą.

## Działalność wystawiennicza
Na przestrzeni pierwszych dwóch lat funkcjonowania instytucji, działając w trudnych warunkach, przy skromnym liczebnie personelu (początkowo była to tylko jedna osoba) i nie dysponując własnymi pomieszczeniami ekspozycyjnymi, udostępniano przede wszystkim dorobek twórczy radomskiego środowiska plastyków.
W 1976 r. radomskie BWA, jako jedyne w Polsce, określiło swą specjalizację w zakresie upowszechniania, inspiracji, mecenatu i promocji współczesnego portretu, autoportretu i portretu zbiorowego, początkowo w dziedzinie malarstwa i rysunku, a następnie, po 1978 r., wyłącznie w dziedzinie malarstwa i grafiki.
Zwieńczeniem tych działań było zorganizowanie w cyklu trzyletnim tematycznej ekspozycji z nagrodami Triennale „Prezentacje Portretu Współczesnego”, która w latach: 1978, 1981, 1984 miała zasięg ogólnopolski, natomiast w latach: 1987 i 1990 – międzynarodowy. Na tych wystawach, gdzie istniała bardzo silna konkurencja, nagrody i wyróżnienia zdobywali również plastycy z Radomia.
Warto zwrócić uwagę na fakt, że pierwsze „Triennale” odbyło się na rok przed głośną wystawą „Polaków portret własny”, zaprezentowaną przez Muzeum Narodowe w Krakowie.
O znacznym zainteresowaniu ekspozycją i renomie tej imprezy świadczył fakt, że na IV Triennale „Prezentacje Portretu Współczesnego” Wystawę Międzynarodową. Radom – 87, która była również zaprezentowana w Krakowie, wpłynęło ogółem 1035 prac od ok. 400 autorów reprezentujących 19 państw europejskich i pozaeuropejskich. Była to wówczas jedna z dwóch istniejących na świecie międzynarodowych wystaw poświęconych wyłącznie współczesnemu portretowi i pierwsza w dziejach Radomia międzynarodowa ekspozycja w zakresie sztuk plastycznych (malarstwo i grafika).
Poszczególnym „Triennale” towarzyszył plakat autorstwa artysty grafika Macieja Urbańca wyobrażający zwielokrotniony, wielobarwny profil ludzkiej twarzy, potraktowany reliefowo, umieszczony centralnie, pionowo, na delikatnie rozedrganym tle – w zależności od kolejnych „Triennale” – beżowym, turkusowym i czerwonym. Był to znak rozpoznawczy „Triennale”. W pomniejszonej skali występował także na katalogach i zaproszeniach związanych ze wszystkimi „Triennale”.
W 1984 r. z okazji dziesięciolecia istnienia BWA w Radomiu, została otwarta, jako jedyna na terenie kraju i w Europie Wschodniej, Galeria Autoportretu Współczesnego. Inicjatorką jej utworzenia była dr E. L. Pierzyńska-Jelska. Była to stała ekspozycja. Mieściła się w salach na parterze Domu Esterki i Domu Gąski. Zaprezentowano na niej przede wszystkim dzieła laureatów kolejnych Triennale „Prezentacje Portretu Współczesnego”. Ich twórcy swobodnie posługując się różnymi doświadczeniami i tradycjami sztuki XX w. korzystali ze środków wyrazu nie ograniczonych żadną konwencją.
W Galerii Autoportretu Współczesnego były eksponowane wizerunki własne m.in.: Marii Anto, Stanisława Baja, Krystyny Brzechwy, Ireny Brzozowskiej-Flieger, Jerzego Dudy Gracza, Edwarda Dwurnika, Antoniego Fałata, Krzysztofa Jackowskiego, Edwarda Kiełtyki, Zbysława M. Maciejewskiego, Andrzeja Okińczyca, Jerzego Oleksiaka, Jana Salamona, Leszka Sobockiego, Wandy Macedońskiej-Zalewskiej, Hanny Pstrągowskiej –Dubiel, Allana Rzepki, Wiesława Szamborskiego, Andrzeja Tryzny, Danuty Waberskiej i Heleny Zadrejko.
Prawie wszystkie obrazy eksponowane w Galerii Autoportretu Współczesnego pochodziły z okresu 1976-1990, a więc z trudnych, pełnych dramatyzmu lat, charakteryzujących się ostrymi konfliktami społecznymi i politycznymi. Odbił się on echem w twórczości portrecistów, dla których nieobojętny był kontekst ich artystycznej działalności.
Doświadczenia emocjonalne i intelektualne z tego czasu, wyniesione przez środowiska twórcze, pogłębiły zainteresowanie człowiekiem, a poszukiwanie bliskości w dniach zagrożenia powodowało zaistnienie bardziej autentycznego kontaktu między ludźmi, co zaowocowało również w portrecie.

Były to lata ważne dla rozwoju polskiego portretu, w tym również i autoportretu, których rozwój był niewątpliwie stymulowany m.in. przez radomskie „Triennale”. 

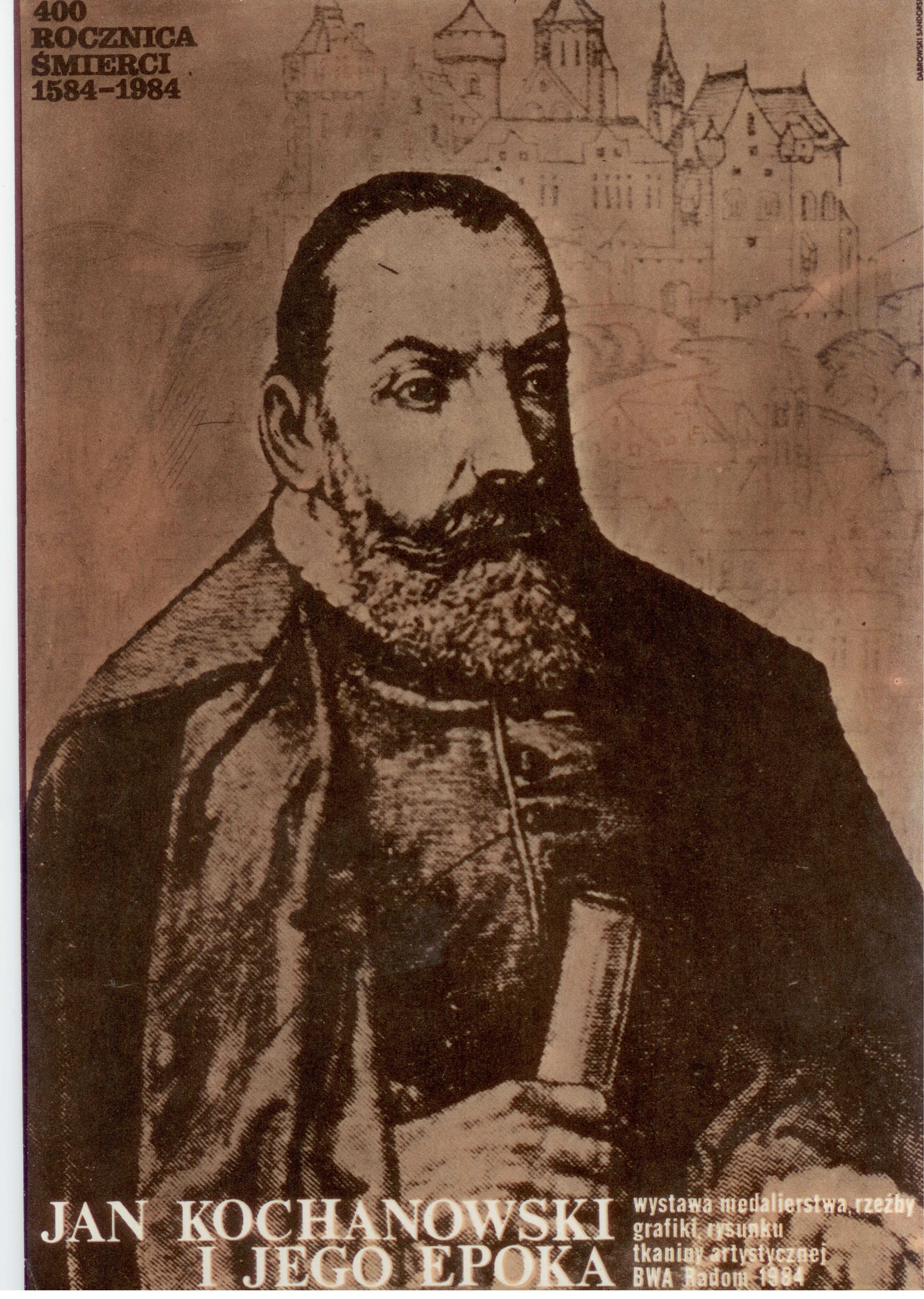
Grzegorz Marszałek, Plakat do wystawy „Jan Kochanowski i Jego Epoka”, Radom 1984, Fot. Tadeusz Jakubik, 1984

Lata 1980 i 1984 wiązały się z dwiema rocznicami w kulturze polskiej i światowej. Były to 450 rocznica urodzin i 400 rocznica śmierci najznakomitszego poety słowiańszczyzny doby renesansu Jana Kochanowskiego z Czarnolasu (1530-1584). W ramach obchodów jubileuszowych ku czci tego wielkiego poety radomskie BWA zorganizowało we wspomnianych latach dwie pokonkursowe, ogólnopolskie, interdyscyplinarne ekspozycje w zakresie medalierstwa, rzeźby, grafiki, rysunku i tkaniny artystycznej pod wspólną nazwą „Jan Kochanowski i Jego epoka”. Niektóre medale i rzeźby z ekspozycji weszły w skład zbiorów Muzeum Jana Kochanowskiego w Czarnolesie.
Oprócz wymienionych dużych realizacji wystawienniczych, wydarzeniami artystycznymi i medialnymi były następujące ekspozycje, indywidualne i zbiorowe, z kraju i zagranicy, zaaranżowane w salach wystawowych siedziby BWA – „Domu Esterki” i „Domu Gąski”: Zostały one przedstawione w porządku chronologicznym:
- rok 1974: Malarstwo, grafika, druki bibliofilskie Witolda Chomicza z Krakowa;
- rok 1978: Portrety w malarstwie Wandy Macedońskiej–Zalewskiej z Krakowa;
- rok 1979: Realizm magiczny w malarstwie belgijskim oraz Malarstwo Antonia Orosco Gonzalesa z Meksyku;
- rok 1980: Jean Chièze i współczesny drzeworyt francuski oraz Tkanina artystyczna Eddy Seidl- Reiter z Austrii;
- rok 1981: Malarstwo Heleny Zadrejko z Głogowa; Malarstwo Krystyny Brzechwy z Warszawy; Malarstwo Jolanty Jakimy Zerek z Rzeszowa; Malarstwo Tomasza Burasiewicza oraz Aliny i Erazma Kalwaryjskich ze Szczecina:
- rok 1982: Kłodzkie szkło artystyczne;
- rok 1983: Tkanina artystyczna Krystyny Czarnockiej z Warszawy; Malarstwo i rysunek Bożeny i Janusza Popławskich z Radomia oraz Malarstwo Jana Salamona z Krakowa;
- rok 1984: Obrazy Marii Anto z Warszawy; Malarstwo Witolda Kowalskiego z Radomia oraz 10 lat pracy twórczej Aleksandra Olszewskiego z Radomia;
- rok 1985: Rzeźba Ryszarda Orskiego z Zakopanego; Malarstwo Edwarda Kiełtyki z Radomia z okazji 35-lecia pracy twórczej; Malarstwo Janusza Dziurawca z Warszawy oraz Malarstwo Antoniego Fałata z Warszawy;
- rok 1986: Malarstwo Sabiny Lonty z Częstochowy; Portrety Jerzego Dudy Gracza z Katowic; Współczesna tkanina artystyczna z Wielkiej Brytanii oraz Malarstwo Jerzego Oleksiaka z Poznania;
- rok 1987: Portrety Stanisława Mazusia z Tychów; Stanisław Baj z Warszawy – portrety oraz Malarstwo Longina Pinkowskiego z Radomia z okazji 20-lecia pracy twórczej;
- rok 1988: Współczesna tkanina z Wielkiej Brytanii oraz Malarstwo Grupy M-5 z Radomia z okazji 10-lecia jej istnienia;
- rok 1989: Portrety w malarstwie Ludwika Jaksztasa z Warszawy; Malarstwo, grafika i rysunek Andrzeja Minajewa z Radomia z okazji 15 – lecia pracy twórczej oraz Malarstwo i rysunek Allana Rzepki z Krakowa[15];
- rok 1990: Malarstwo Piotra Biełowa z ZSRR.[16]

Przy planowaniu wystaw indywidualnych specjalnie brano pod uwagę twórczość laureatów kolejnych Triennale „Prezentacje Portretu Współczesnego”. Nie zapominano o przedstawicielach radomskiego środowiska plastyków.
Koniec kalendarzowego roku będący okazją do podsumowań, wiązał się w działalności radomskiego BWA z organizacją „Przeglądu plastyki i fotografiki radomskiej”. Na tej dorocznej ekspozycji przedstawiciele różnych dziedzin sztuki reprezentujący radomskie środowisko twórcze, prezentowali wybrane prace, wykonane w przeciągu mijającego roku. Najlepszym z nich Jury przyznawało nagrody pieniężne. Istniała też możliwość zakupienia z wystawy najbardziej wartościowych dzieł przez Wydziały Kultury i Sztuki Urzędów Wojewódzkiego i Miejskiego w Radomiu.
Istotnym zagadnieniem była współpraca z różnymi instytucjami wystawienniczymi na terenie kraju (Centralnym Biurem Wystaw Artystycznych Zachęta – obecnie Narodową Galerią Sztuki Zachęta w Warszawie, Biurami Wystaw Artystycznych oraz innymi placówkami kultury zajmującymi się upowszechnianiem sztuki). Stwarzała ona okazję do promocji twórczości przedstawicieli środowiska radomskiego.

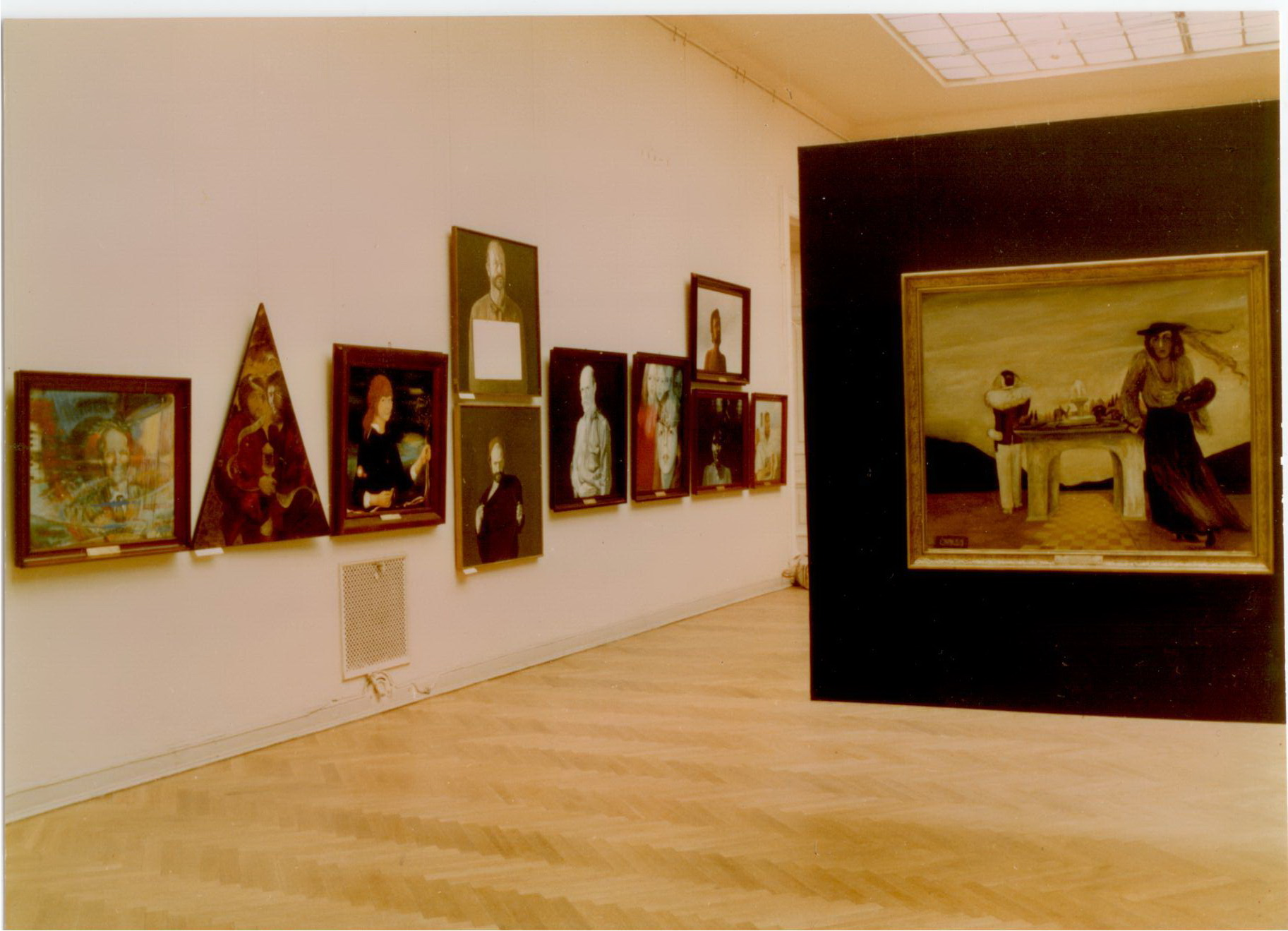
„Polskie Malarstwo Portretowe 1944-1984”. Fragment ekspozycji. Centralne Biuro Wystaw Artystycznych – Zachęta w Warszawie Fot. Jerzy Mąkowski, 1984

Znaczącym wydarzeniem z punktu widzenia rozwoju powojennej polskiej sztuki portretowej było zorganizowanie przez Galerię BWA w Radomiu ekspozycji „Polskie Malarstwo Portretowe 1944 – 1984”, retrospektywnej, zbiorowej wystawy w Centralnym Biurze Wystaw Artystycznych – Zachęta, obecnie Narodowa Galeria Sztuki – Zachęta w Warszawie. Zajmowała siedem sal, z czego jedno pomieszczenie zostało przeznaczone na prezentację autoportretów. Na wystawie zostało zaprezentowanych 428 obrazów wykonanych w różnych technikach malarskich. Wśród wizerunków własnych znajdowało się dziewięć wizerunków własnych twórców z Radomia. Ekspozycja była przeglądem różnych tendencji i osobowości w dziedzinie malarstwa portretowego w okresie powojennym w Polsce.
Została ona również w całości zaprezentowana w Pałacu Sztuki w Krakowie, gmachu będącego siedzibą Towarzystwa Przyjaciół Sztuk Pięknych.
Radomskie BWA udostępniało ekspozycje także innym Biurom Wystaw Artystycznych. Zostały one wymienione w chronologicznym porządku, w: Kłodzku (1980), Rzeszowie (1981, 1984, 1990), Tarnowie (1984), Krakowie (1987), Suwałkach (1987), Zakopanem (1987). Ponadto z ekspozycjami zorganizowanymi przez pracowników radomskiego BWA można było zapoznać się w jednym z Klubów Międzynarodowej Książki i Prasy w Warszawie (1974), Filharmonii Narodowej w Warszawie(1986) i Galerii El w Elblągu (1987).
W wymienionych Biurach Wystaw Artystycznych zostały zaprezentowane zestawy współczesnych polskich portretów w malarstwie i grafice ze zbiorów radomskiego BWA, wybór prac z obu edycji „Jan Kochanowski i Jego Epoka” oraz prace przedstawicieli środowiska radomskiego. W jednym z Klubów Międzynarodowej Książki i Prasy w Warszawie zostało udostępnione malarstwo ks. Władysława Paciaka z Radomia (1974), w Filharmonii Narodowej w Warszawie zorganizowano ekspozycję „Portrety kobiet we współczesnym malarstwie polskim” (1986), natomiast w Galerii „El” w Elblągu „Malarstwo, rysunek i grafika środowiska radomskiego” (1987).
Do ważnych osiągnięć Galerii BWA w Radomiu należało również prezentowanie polskiej plastyki współczesnej w Instytutach i Ośrodkach Kultury Polskiej, w muzeach oraz galeriach za granicą. Stworzyło ono możliwość promowania współczesnej polskiej sztuki poza granicami kraju.

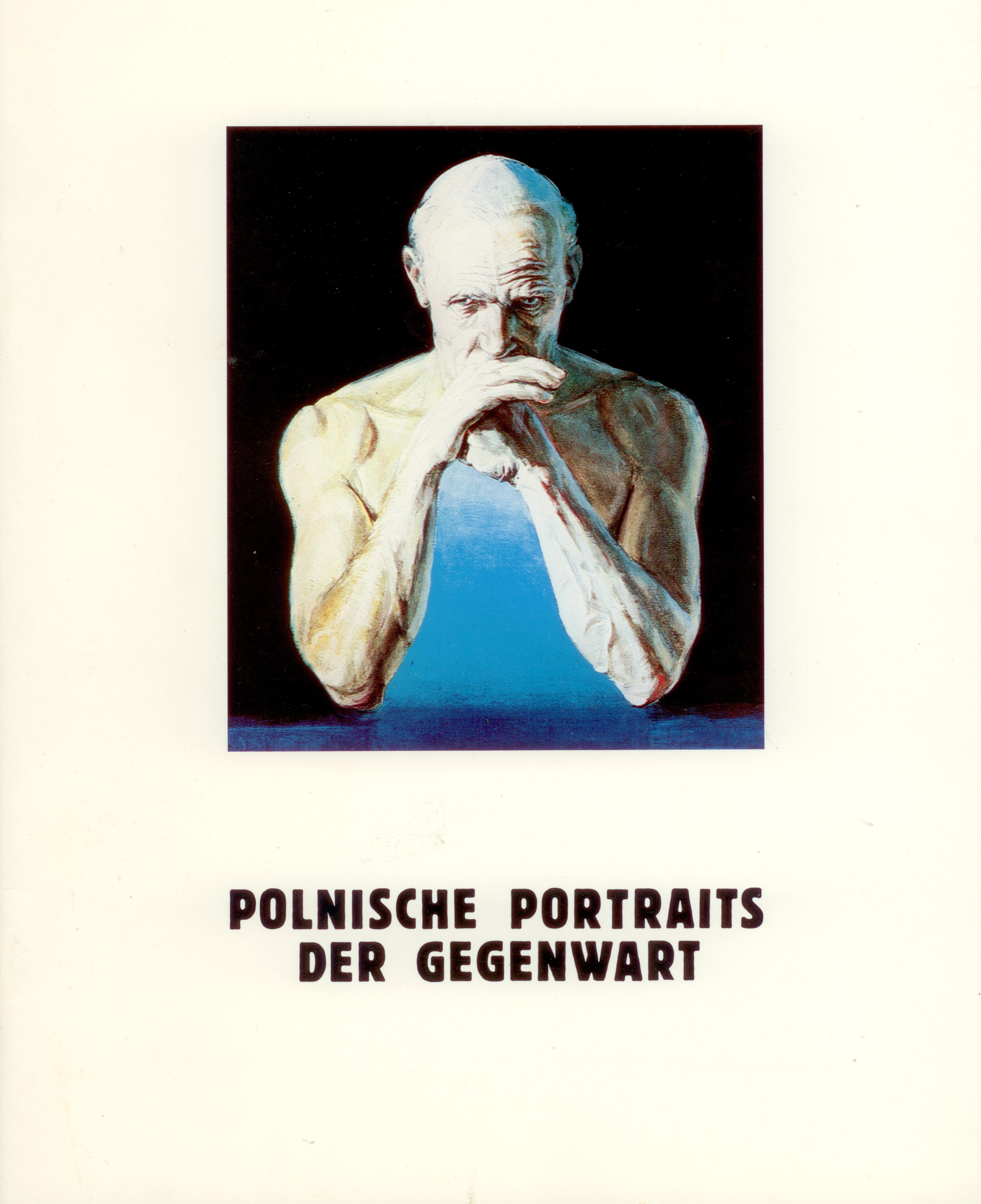
Afisz do wystawy „Polnische Portraits der Gegenwart”, Salzburg-Sankt Poelten 1985-1986 Fot. Tadeusz Jakubik, 1986

Autoportrety i portrety w malarstwie i grafice znajdujące się w zbiorach radomskiego Biura Wystaw Artystycznych eksponowane były na wystawach w Berlinie, Kijowie, Lampeter, Mińsku, Pradze, Rhyl, Salzburgu i Sankt Poelten.
Do najważniejszych ekspozycji zorganizowanych za granicą należały „Polnische Portraits der Gegenwart” zaprezentowane w latach 1985 i 1986 w Stadtmuseum Salzburg. „Museumspavillon des Mirabellgartens” i Stadtmuseum Sankt Poelten. Dokumentationszentrum fűr Moderne Kunst; „Contemporary portraits from Poland” zaprezentowane w latach 1987 i 1988 w Senior Room of St. David’s University College w Lampeter i Rhyl Library Museum & Arts Centre w Rhyl; “Suczasnij Polskij Portriet i Avtoportriet” w Nacionalnom Khudożestvennom Muziej w Kijowie i “Suczasny Polski Partret i Avtopartret” w Dzjarżaunym Mastackim Muzei Białarusi w Mińsku, zaprezentowane w 1989 r.
Wybór prac z obu edycji „Jan Kochanowski i Jego Epoka” udostępniono w: Berlinie, Bratysławie, Budapeszcie, Koszycach, Lipsku, Ołomuńcu, Pradze i Wiedniu.
Wystawa „Pejzaż Nadwiślański”, w skład której wchodziły prace malarskie powstałe podczas pleneru w Solcu/n Wisłą, zorganizowanego dla twórców radomskiego środowiska, udostępniono w Lipsku.
W ramach współpracy kulturalnej pomiędzy Radomiem i Magdeburgiem oraz Jarosławiem n/Wołgą radomskie BWA zorganizowało wystawy obrazów malarskich przedstawicieli radomskiego środowiska plastycznego, w 1986 r. w Kulturhistorisches Museum w Magdeburgu i w 1988 r. w Gоsudаrstvеnnom Muzeye Iskusstv w Jarosławiu n/Wołgą,
Oddzielnym zagadnieniem były przygotowywane na zlecenie Ministerstwa Kultury i Sztuki oraz CBWA Zachęta zestawy dzieł sztuki współczesnych polskich artystów plastyków na międzynarodowe wystawy pokonkursowe za granicą. Przez szereg lat pracownicy Galerii BWA w Radomiu dokonywali wyboru prac i przygotowywali do prezentacji zestawy malarstwa, w tym obrazy autorstwa radomskich plastyków, na Międzynarodowe Triennale Malarstwa Realistycznego w Sofii (artystom malarzom z Polski w 1984 r. przyznano wyróżnienia honorowe, otrzymali je Stanisław Baj z Warszawy i Witold Kowalski z Radomia, natomiast w 1987 r. III nagrodę otrzymał Paweł Łubowski z Poznania, a Jan W. Malik, również z Poznania–wyróżnienie honorowe) i zestawy drzeworytów na Międzynarodowe Biennale Drzeworytu w Bańskiej Bystrzycy (artystom grafikom z Polski przyznano dwa razy Grand Prix – Stefanowi Suberlakowi z Katowic w 1982 r. i Jadwidze Smykowskiej z Cieszyna w 1986 r., ponadto wyróżnienia honorowe otrzymali Jerzy Panek z Krakowa w 1984 r. i Jan Uhrynowicz z Krakowa w 1988 r.). W 1988 r. został przygotowany zestaw grafik na Międzynarodowe Quadriennale „Małe Formy Grafiki” w Bańskiej Bystrzycy.
Zostały nawiązane kontakty ze środowiskami artystycznymi z kilku krajów europejskich i pozaeuropejskich, prowadzone były rozmowy dotyczące współpracy z National Portrait Gallery w Londynie, organizatorką „Portrait Award”, Institut de France i Académie des Beaux Arts w Paryżu, organizatorami „Concours pour les prix de portrait Paul–Louis Weiller”. Miały one zaowocować, po zniesieniu politycznej izolacji Polski, istniejącej od momentu wprowadzenia stanu wojennego, wymianami ekspozycji. Wymieniano niektóre wydawnictwa z Centre Georges Pompidou w Paryżu i National Portrait Gallery Smithsonian Institution w Waszyngtonie.
W okresie siedemnastoletniej działalności Biuro Wystaw Artystycznych w Radomiu zorganizowało 247 wystaw – we własnych salach ekspozycyjnych, jak również w Muzeum Okręgowym w Radomiu, na terenie Polski oraz poza jej granicami. Były to ekspozycje indywidualne i zbiorowe, krajowe (w tym środowiska radomskiego), zagraniczne (z Austrii, Belgii, Czechosłowacji, Francji, Japonii, Jugosławii, Kuby, Meksyku, Mongolii, NRD, Wielkiej Brytanii i ZSRR) oraz międzynarodowe, w zakresie współczesnej plastyki profesjonalnej (malarstwo, rzeźba, grafika, rysunek, fotografia, ceramika, tkanina artystyczna, szkło artystyczne).

## Zbiory dzieł sztuki
Zbiory BWA w Radomiu obejmowały dzieła współczesnej sztuki polskiej w zakresie malarstwa, grafiki i rzeźby. Liczyły one 266 prac: 198 obrazów, w tym 67 autoportretów i 65 portretów w malarstwie, 67 portretów w różnych technikach graficznych oraz 1 rzeźbę. Do najbardziej wartościowych należał zestaw współczesnych autoportretów malarskich, autorstwa artystów malarzy, których pewna liczba została już wymieniona. Interesujący był również zestaw grafik o tematyce portretowej. Wśród twórców w tej dziedzinie sztuk plastycznych, których prace znajdowały się w zbiorach radomskiego BWA, należy wymienić m.in. Huberta Borysa, Zyhdi Cakollego, Marka Jaromskiego, Jerzego Jędrysiaka, Grzegorza Mazurka, Jerzego Panka, Jadwigę Smykowską, Maksymiliana Snocha, Stefana Suberlaka i Wiesława Szamockiego. Cennym dziełem, wchodzącym w skład zbiorów radomskiej galerii, był obraz wybitnego portrecisty Bolesława Czedekowskiego (1885-1969), „Portret Johanny Hartmann”, namalowany w technice olejnej na płótnie. Został on ofiarowany na drodze dyplomatycznej radomskiemu BWA przez żonę artysty malarza.

## Działalność edukacyjna i popularyzatorska
Jednym z podstawowych celów działań edukacyjnych w radomskim Biurze Wystaw Artystycznych była – w ramach prowadzonych zajęć dla młodzieży szkolnej – pomoc w interpretacji dzieł sztuki prezentowanych na ekspozycjach. Do jej najważniejszych założeń należało nie tyle przedstawianie gotowych rozwiązań, co próbowanie przekazania niezbędnej wiedzy umożliwiającej poznawanie świata sztuki. Czyniono to za pośrednictwem dyskusji w trakcie trwania ekspozycji i funkcjonującego Studium Wiedzy o Sztuce, prowadzonego przez pracowników Działu Oświatowego BWA. Cieszyło się ono dużym zainteresowaniem, zwłaszcza wśród młodzieży licealnej. W jego ramach były prowadzone wykłady przez historyków sztuki, poświęcone przede wszystkim wybitnym twórcom i stylom w sztuce europejskiej. Na tej płaszczyźnie współpracowano z takimi instytucjami, jak Galeria „Zachęta”, Instytut Historii Sztuki Uniwersytetu Warszawskiego,Instytut Brytyjski, Instytut Francuski oraz Węgierski Instytut Kultury w Warszawie, które użyczały dydaktycznych pomocy w postaci zestawów reprodukcji dzieł sztuki, barwnych diapozytywów oraz literatury z zakresu dziejów sztuki.

Medal Galerii Biura Wystaw Artystycznych w Radomiu Proj. Józef Stasiński, 1980
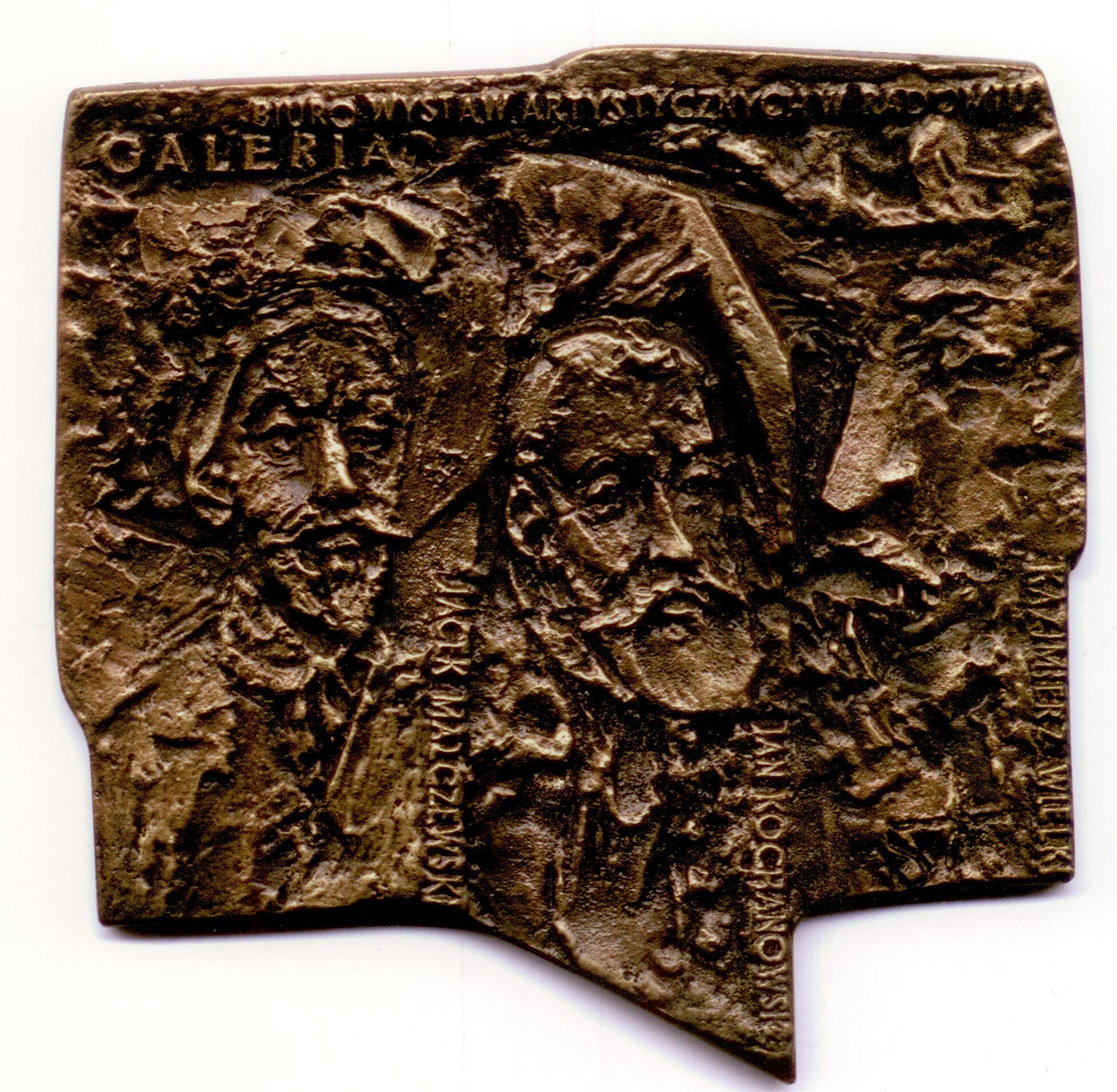
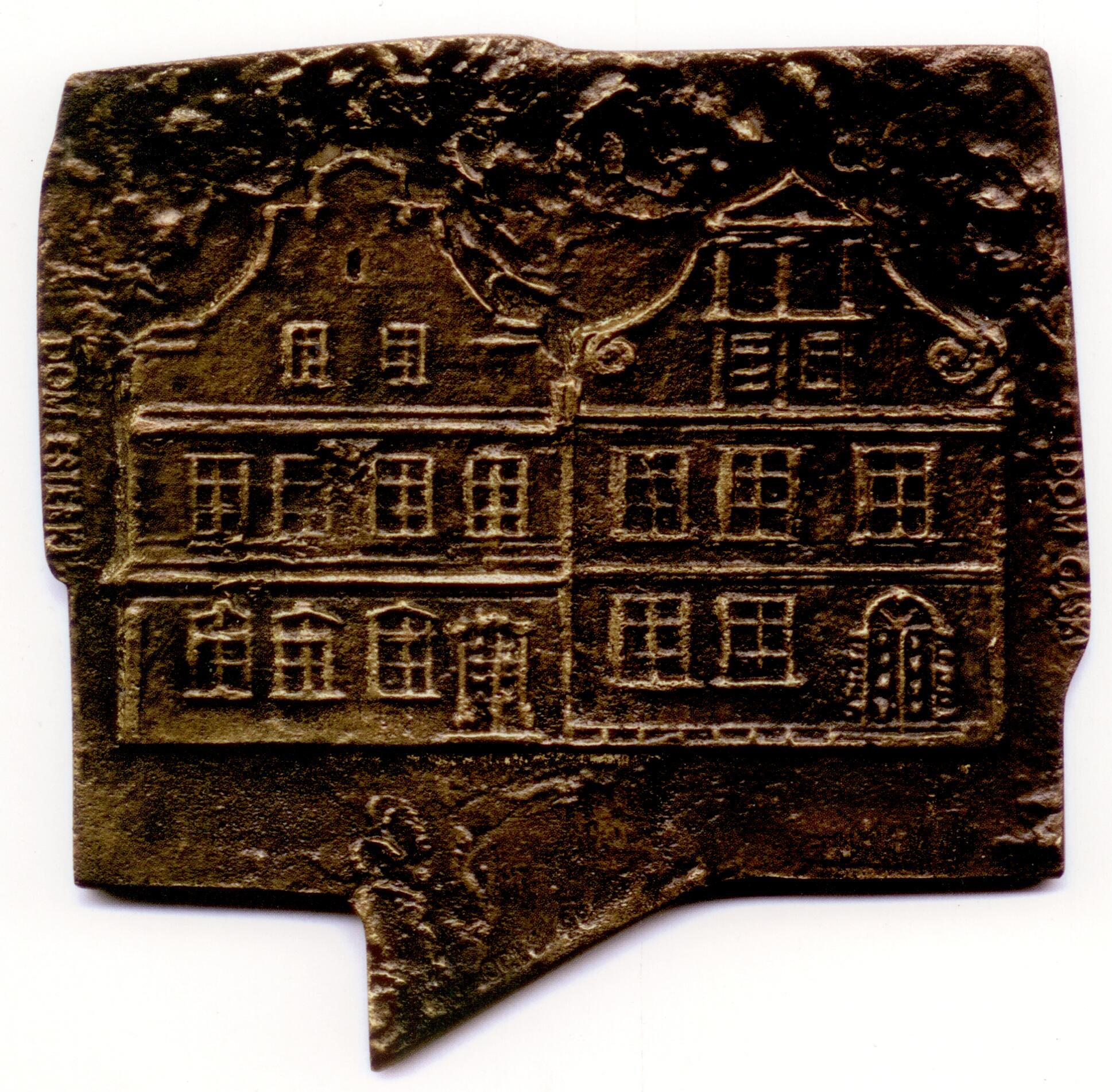

W radomskim BWA przywiązywano duże znaczenie do działań na rzecz miasta i regionu. Dla uczczenia króla Kazimierza Wielkiego, którego imię wiąże się z budową Nowego Miasta Radomia i jego lokacją na prawie magdeburskim, zlecono profesorowi Krzysztofowi Nitschowi z Akademii Sztuk Pięknych w Krakowie wykonanie rzeźby wyobrażającej postać tego monarchy en pied, w brązie. Miała zostać ustawiona we wnęce znajdującej się we frontowej elewacji Domu Esterki. Natomiast laureaci Triennale „Prezentacje Portretu Współczesnego” podczas wernisaży otrzymywali medale BWA, wykonane w brązie przez artystę rzeźbiarza Józefa Stasińskiego z Poznania. Na awersie medalu znajdowały się wybitne osobistości związane z ziemią radomską król Kazimierz Wielki, Jan Kochanowski i Jacek Malczewski, na rewersie – Dom Esterki i Dom Gąski.
Z myślą o udokumentowaniu osiągnięć w zakresie profesjonalnej twórczości plastycznej w Radomiu po II wojnie światowej pracownicy radomskiego BWA doprowadzili do wydania obszernej monografii Twórczość plastyczna i wystawiennictwo w Radomiu w latach 1945–1989, autorstwa E. Pierzyńskiej–Jelskiej i A. Jelskiego – cz.1 (teksty i wybór materiałów ilustracyjnych) oraz T. Dąbrowskiej – cz. 2 (noty biograficzne).
Uczestnicząc w dniach 4-6 grudnia 1986 r. w XXXV Sesji Naukowej Stowarzyszenia Historyków Sztuki pt. Portret. Forma – Funkcja – Symbol, która odbyła się w auli Uniwersytetu im. Mikołaja Kopernika w Toruniu, dr E. L. Pierzyńska-Jelska i mgr A. Jelski wygłosili dwa referaty Galeria Autoportretu Współczesnego i Triennale „Prezentacje Portretu Współczesnego”. Zwrócono w nich uwagę na to, że nazwa „portret współczesny”  jest konstrukcją umowną, a przymiotnik współczesny został potraktowany jako rama chronologiczna, a nie sugestia stylowa. Wspólnym natomiast mianownikiem łączącym bogatą panoramę wizerunków prezentowanych na poszczególnych Triennale „Prezentacje Portretu Współczesnego” i w Galerii Autoportretu Współczesnego w Radomiu, jest człowiek, żyjący tu i teraz, ze swoimi problemami, jakie niesie cywilizacja. Jest to kolejna obserwacja, jaką portret utrwalił. Kolejne doświadczenie artysty i widza, nowa inspiracja dla historyka sztuki i socjologa. Oba referaty znalazły się w zbiorowym wydawnictwie książkowym Portret. Forma – Funkcja – Symbol.
Zamieszczano materiały w takich specjalistycznych czasopismach, jak np. „Sztuka Polska” i „Sztuka”
Przytoczone publikacje miały utrwalić w świadomości środowisk polskich artystów plastyków, historyków sztuki i zainteresowanych tą tematyką, fakt istnienia radomskich wystaw, przede wszystkim poświęconych współczesnemu portretowi polskiemu w malarstwie i grafice. Wymienione ekspozycje były wizytówką Radomia, budziły zainteresowanie licznych zwiedzających z kraju i zagranicy. Biuro Wystaw Artystycznych w Radomiu starało się podtrzymać opinię o tym mieście jako o liczącym się wówczas w kraju ośrodku upowszechniającym kulturę w zakresie współczesnej plastyki.Piętnastoletni dorobek radomskiego BWA okazał się na tyle wartościowy, że w 1988 r. został wysoko oceniony przez Ministerstwo Kultury i Sztuki.

## Likwidacja
Przebieg
Rok 1990, będący początkową fazą tzw. okresu transformacji ustrojowej był momentem z którym polskie społeczeństwo wiązało wielkie nadzieje na lepszą przyszłość. Był to czas stopniowego przejmowania władzy politycznej i administracyjnej na szczeblu lokalnym przez przedstawicieli przeważnie związanych z ruchem „Solidarność”. W tym trudnym okresie, zdominowanym przez niepewność i społeczne napięcia, władze na różnych szczeblach miały do rozwiązania wiele ważniejszych problemów niż sprawy kultury, która nie była w centrum zainteresowań.
Na początku sierpnia 1990 r. pojawiły się informacje w lokalnych mediach o rzekomym braku środków finansowych potrzebnych do zapewnienia działalności miejscowego BWA. W rzeczywistości ówczesne Ministerstwo Kultury i Sztuki zagwarantowało w ramach finansowania placówek kultury szczebla wojewódzkiego, w tym wszystkich Biur Wystaw Artystycznych na terenie kraju, dotacje na działalność tych instytucji, przekazywane za pośrednictwem urzędów wojewódzkich.
Rezultat był jednak taki, że wspomniana państwowa galeria sztuki współczesnej, mająca znaczący dorobek wystawienniczy oraz wydawniczy, stanowiący poważny wkład do dziejów radomskiej kultury, w szczytowym okresie swojego rozwoju, została postawiona w stan likwidacji na mocy Zarządzenia Nr 65/90 z dnia 30 sierpnia 1990 r., podpisanego przez nowo powołanego wojewodę radomskiego.
Po odwołaniu się dyrektora BWA od wspomnianego „Zarządzenia” sprawa trafiła do Ministerstwa Kultury i Sztuki. Tam zapadła ostateczna decyzja dotycząca dalszych losów radomskiej galerii. Wymienione Ministerstwo podtrzymało decyzję wojewody radomskiego. Była ona równoznaczna z unicestwieniem siedemnastoletniego dorobku instytucji. Pracownikom BWA zostały wymówione warunki pracy i płacy. Unikatowa w skali kraju kolekcja współczesnych autoportretów i portretów w malarstwie i grafice autorstwa polskich artystów (kolekcja wszystkich dzieł sztuki liczyła 266 prac: 198 obrazów, w tym 67 autoportretów i 65 portretów w malarstwie, 67 portretów w różnych technikach graficznych oraz 1 rzeźbę), została przejęta przez Muzeum Okręgowe w Radomiu.
Zastosowanie arbitralnej decyzji w stosunku do radomskiego BWA stanowiło odosobnione działanie wobec tego typu placówek wystawienniczych, z których większość, choć niekiedy pod zmienionymi nazwami, finansowana ze środków samorządów miejskich, powiatowych lub wojewódzkich, przetrwała do dziś.
Budziło zdziwienie, że projekt likwidacji galerii wyszedł od władz lokalnych, którym powinno zależeć na utrzymaniu ówczesnego stanu posiadania placówek kulturalnych szczebla wojewódzkiego.
Na nic zdały się protesty kilku znanych parlamentarzystów, profesorów – historyka sztuki oraz estetyka z Uniwersytetu Warszawskiego, krytyków sztuki, artystów plastyków z kraju i z zagranicy, niektórych członków radomskiej „Solidarności” i dziennikarzy oraz przedstawicieli radomskich środowisk nauki i kultury. Wojewoda nie zmienił zdania i tym samym nie zaakceptował propozycji racjonalnych rozwiązań. Sprawa, jako „kontrowersyjna”, stała się na tyle głośna w publicznej przestrzeni, że trafiła na łamy ogólnopolskiej prasy.
Jak próbowano później przedstawić to destrukcyjne działanie – była to jedna z form wdrażania na terenie województwa radomskiego programu „restrukturyzacji państwowych instytucji kultury (…) którego fundamentalnym założeniem (…) było wykluczenie likwidacji państwowych instytucji jako drogi do osiągnięcia założonych celów”.
Skutki
Zniknięcie BWA z mapy kulturalnej Radomia było równoznaczne z faktem, że przestał istnieć zgrany, o znaczących osiągnięciach zespół, składający się z ambitnych i kompetentnych osób, mających jasno określony cel. Przestała istnieć jedyna w mieście i w województwie radomskim placówka zajmująca się wyłącznie udostępnianiem, upowszechnianiem i uprzystępnianiem profesjonalnej sztuki. Wiązało się to również ze zmniejszeniem przez Ministerstwo Kultury i Sztuki dla lokalnej kultury środków finansowych o wielkość budżetu instytucji, która przestała istnieć. Konsekwencje tego szkodliwego działania dotknęły przede wszystkim liczne miejscowe środowisko plastyków. Obciążyły również budżet Muzeum Okręgowego w Radomiu (obecnie Muzeum im. Jacka Malczewskiego) utrzymaniem dodatkowego oddziału jakim jest Muzeum Sztuki Współczesnej, utworzonego w miejsce Biura Wystaw Artystycznych. Została przerwana kontynuacja pewnego pomysłu w kulturze. Tym samym skumulowany kapitał myśli, zorientowany wokół różnych niekonwencjonalnych przedsięwzięć, których realizacja nie mieściła się wyłącznie w statutowych zadaniach zlikwidowanej instytucji, uległ bezsensownemu zaprzepaszczeniu. Radom tracąc interesującą ofertę kulturalną, zmarnował szansę na doskonałą promocję miasta nie tylko w kraju, ale również w jednoczącej się Europie.